# Shyne
Moses Michael Leviy, född Jamal Michael Barrow 8 november 1978, mer känd som Shyne, är en amerikansk rappare, med belizeansk bakgrund. Han var förut med i Sean Combs (då kallad P. Diddy) Bad Boy Records, men lämnade senare skivbolaget, eftersom han hävdade att Combs hade bedragit honom i rättegången. Han grundade 2003 sitt eget skivbolag, Gangland Records. Han är också med i Irv Gottis skivbolag Murder Inc. Records.
Shyne avtjänade ett tioårigt fängelsestraff på Clinton Correctional Facility, New York, efter att ha blivit dömd för mordförsök i samband med en skottlossning utanför en nattklubb i New York den 27 december 2000. Shyne hävdar att han handlade i självförsvar. Shyne friades 2009, men blev deporterad tillbaks till sitt hemland Belize.
Shyne bytte namn från Jamal Barrow till sitt riktiga namn Moses Michael Leviy när han i fängelset 2004 konverterade till judendomen. 

## Kontroverser

### 50 Cent
Det hela började med att 50 kallade Shyne en "punk" och gjorde narr av incidenten i Club New York. Han sa dessutom att på grund av att Shyne signades av Irv Gottis Murder Inc., så har han ingen respekt för honom (Irv Gotti och hans protegé Ja Rule har också beef med 50 Cent, och Ja Rule är med i Murder Inc. Records). Detta gjorde att Shyne svarade med låten "For the Record". I den låten säger han att 50 är en snitch, och hotar att döda honom, och till och med hävdar att 50 Cents allierade Sha Money XL försökte signera honom till G-Unit Records. Sedan Shyne kom ut ur fängelset har han dissat 50 flera gånger (t. ex. "There Will be Blood", "Belize"). Shynes röst hade ändrats drastiskt rispigt (Det går rykten om att Shyne har lungcancer). 50:s kamrat från G-Unit, och nära vän Lloyd Banks, sa till MissInfo, att Shyne är "en rappare i D-klass".  Efter Shyne hade släppt några disslåtar riktade mot 50, svarade han tillbaks med att ringa Shyne via USTREAM under olika namn (DJ BooBoo, Jamal from Harlem).  Han imiterade Mel Gibsons telefonsamtal med hans ex-flickvän Oksana Grigorieva, när han pratade med Shyne. Shyne svarade senare och kallade honom en "stalker", och hävdar att han är en del av Witness Protection Program. 

### Sean Combs
Shyne är protegé till Bad Boy Records grundare Sean "P. Diddy" Combs. Shyne tyckte att P. Diddy inte var hjälpsam nog under rättegången för Shynes brott. Efter att han hade fått sin dom (10 års fängelsestraff), så lämnade Shyne Bad Boy Records. Han pratade i intervjuer om hur P. Diddy "Lämnade honom att ruttna i fängelse". Folk säger till och med att det var P. Diddy som avlossade skottet i Club New York (till exempel Onyx, Immortal Technique etc.).

## Diskografi

### Studioalbum
- Shyne (2000)
- Godfather Buried Alive (2003)

### Mixtapes
- Gangland (2012)

## Kuriosa
Shyne är äldste son till Belizes premiärminister, Dean Barrow. 